# Manuel Mujica Láinez

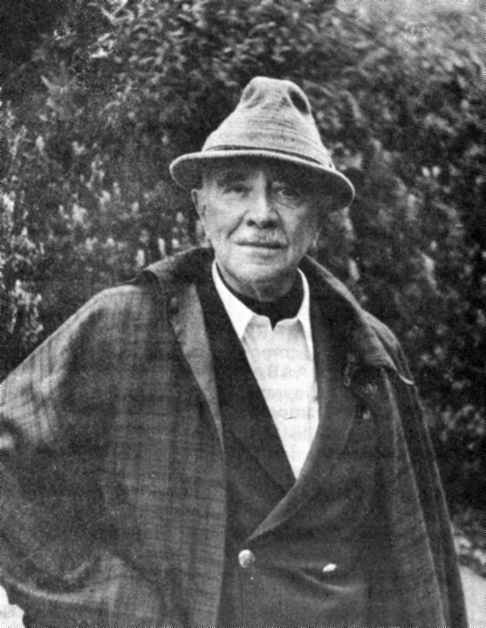
Manuel Mujica Láinez

Manuel Mujica Láinez (* 11. September 1910 in Buenos Aires; † 21. April 1984 in Cruz Chica, Córdoba) war ein argentinischer Schriftsteller und Journalist.

## Leben und Werk
Mujica Láinez besuchte Schulen in England und Frankreich und studierte Jura an der Universidad de Buenos Aires. Ab 1932 war er Redakteur der Zeitung La Nación. Von 1955 bis 1958 war er Leiter der Kulturabteilung des argentinischen Außenministeriums.
Sein Werk umfasst die Gedichtsammlung Canto a Buenos Aires und den Erzählungsband Misteriosa Buenos Aires. Der in den 1950er Jahren entstandene Romanzyklus Los ídolos, La Casa, Los viajeros und Invitados en el paraíso ist von Marcel Proust beeinflusst.
Sein Spätwerk enthält die Trilogie Bomarzo, El Unicornio und El Laberinto. Bomarzo spielt zur Zeit der italienischen Renaissance, El Unicornio im französischen Mittelalter und El Laberinto im Goldenen Zeitalter Spaniens. Mujica Láinez versuchte mit dieser Trilogie den Nationalcharakter der Länder literarisch zu umfassen, die ihrerseits den Nationalcharakter Argentiniens geprägt haben.

## Werke (Auswahl)
Erzählungen
- Ángeles de Manucho. Editorial Sudamericana, Buenos Aires 1994, ISBN 950-07-0986-4.
- Aquí vivieron. 10. Aufl. Debolsillo, Barcelona 2008, ISBN 978-987-566-376-3.
- El brazalete. 2. Aufl. Planeta, Barcelona 1992, ISBN 950-742-044-4.
- Cuentos inéditos. Ollero & Ramos, Madrid 1994, ISBN 84-7895-035-4.
- De milagros y de melancolías. 3. Aufl. Editorial sudamericana, Buenos Aires 1973.
- El hombrecito del azulejo. 6. Aufl. Editorial sudamericana, Buenos Aires 1996, ISBN 950-07-0628-8.
- Misteriosa Buenos Aires. 3. Aufl. Editorial Sudamericana, Buenos Aires 1994, ISBN 950-07-0036-0.
- Narciso. Buenos Aires 1965.

Lyrik
- Canto a Buenos Aires. Poemas. 3. Aufl. Editorial Sudamericana, Buenos Aires 1975. (Nachdr. d. Ausg. Buenos Aires 1943).

Romane
- Un artista. Buenos Aires 1960.
- Bomarzo. Ein Renaissance-Roman („Bomarzo“). Blanvalet Verlag, Berlin 1971.
- La casa. 13. Aufl. Editorial sudamericana, Buenos Aires 1995, ISBN 950-07-0997-X.
- Cecil. Planeta, Buenos Aires 1994, ISBN 950-742-525-X (Nachdr. d. Ausg. Buenos Aires 1972).
- Los cisnes. Editorial Sudamericana, Buenos Aires 1977.
- Don Galaz de Buenos Aires Seix Barral, Barcelona 1993, ISBN 84-322-3107-X (Nachdr. d. Ausg. Buenos Aires 1938).
- La galera.
- Los ídolos. Cátedra, Madrid 1999, ISBN 84-376-1751-0 (Nachdr. d. Ausg. Buenos Aires 1952).
- Invitados en el paraíso. 2. Aufl. Editorial Sudamericana, Buenos Aires 1969.
- Miguel Cané (padre). Un romantico porteño. El Elefante Blanco, Buenos Aires 2000, ISBN 987-922333-0 (Nachdr. d. Ausg. Buenos Aires 1942).
- Die Sage von der schönen Melusine, von ihr selbst erzählt („El unicornio“). Klett-Cotta, Stuttgart 1986, ISBN 3-608-95298-5.
- Der Skarabäus. Roman („El escarabajo“). Klett-Cotta, Stuttgart 1992, ISBN 3-608-95590-9.
- Sergio. 6. Aufl. Editorial Sudamericana, Buenos Aires 1983, ISBN 950-07-0158-8.
- El viaje de los siete demonios. Seix Barral, Barcelona 1992, ISBN 84-322-3094-4 (Nachdr. d. Ausg. Buenos Aires 1974).
- Los viajeros. 2. Aufl. Editorial sudamericana, Buenos Aires 1967.

Sachbücher
- Crónicas reales. 3. Aufl. Editorial Sudamericana, Buenos Aires 1975.
- Estampas de Buenos Aires. Editorial sudamericana, Buenos Aires 1946 (illustriert von Marie E. Wrede).
- Glosas castellanas. 1936.

Werkausgaben
- Cuentos completos. Santillana, Madrid 2001 (2 Bde.).
- Los manuscritos de Manuel Mujica Láinez. Fundacion Manuel Mujica Láinez, Buenos Aires 2000 ff (20 Bde.).
- Obras completas. Editorial Sudamericana, Buenos Aires 1978, ISBN 950-07-0186-3 (6 Bde.).